# Атосекундна фізика

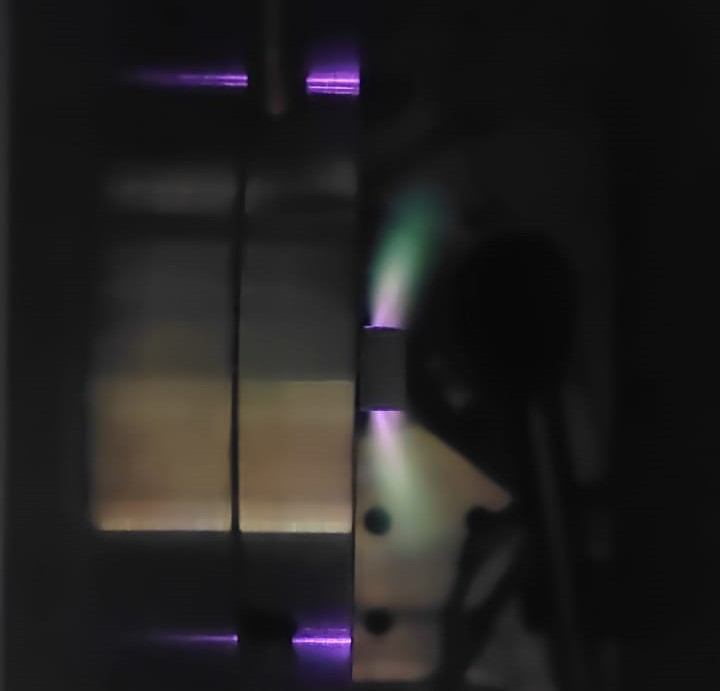
Генерація вищих гармонік у криптоні.
Ця технологія є однією з найважливших для отримання атосекундних імпульсів.

Атосекундна фізика, або атофізика, або загальніше атосекундна наука — розділ  фізики, що досліджує взаємодію речовини та світла за допомогою  атосекундних (10−18 с) імпульсів, які служать для висвітлення явищ зі значною часовою роздільністю.
Атосекундна фізика здебільшого використовує спектроскопічний  метод накачування й проби фемтосекундної хімії. Через складність цього напрямку, зазвичай необхідною є синергія найновішого експериментального устаткування та  розвинутих теоретичних засобів інтерпретації отриманих даних.
Основними полями інтересу є:
1. Атомна фізика: вивчення електронних кореляцій, затримки фотоемісії та іонізаційного тунелювання.[2]
2. Молекулярна фізика та молекулярна хімія: роль руху електронів у збуджених станах молекул (наприклад, процеси з перенесенням заряду), фотофрагментація та процеси перенесення заряду під впливом світла[3]
3. Фізика твердого тіла:  дослідження динаміки екситонів у двовимірних матеріалах, петагерцовий рух носіїв заряду в твердих тілах, динаміка спінів у феромагнетиках[4].

Одна з основних цілей атосекундної науки — покращити розуміння квантової динамки електронів в атомах, молекулах та твердих тілах для далекоглядної мети забезпечити контроль над електронами в реальному часі.
Поява твердотільних допованих титаном лазерів на сапфіровій основі  (Ti:Sa) з широкими смугами випромінювання (1986),  підсилювачів чирпованих імпульсів (CPA) (1988), спектрального розширювання високоенергетичних імпульсів (наприклад, заповненого газом порожнистого кабелю фазової самомодуляції) (1996), технології дзеркал з контрольованою дисперсією (чирпувальних дзеркал) (1994) та  стабілізації форми хвильового пекету (2000) дозволили створення окремих атосекундних світлових імпульсів (отриманих нелінійним процесом генерації вищих гармонік в інертному газі) (2004, 2006), що започаткувало атосекундну науку.
Рекордно коротка тривалість імпульсу, згенерованого людьми у 2017-му, дорівнює 43 ас.
У 2022  Анн Л'Юйє, Пол Коркум, Ференц Краус отримали премію Вольфа з фізики за внесок у фізику надшвидких лазерів та атосекундну фізику. За цим послідувала  Нобелівська премія з фізики 2023 року, яку отримали Л'Юйє, Краус та П'єр Агостіні «за експериментальні методи генерування атосекундних імпульсів світла для вивчення динаміки електронів у речовині».

## Вступ

### Мотивація
Природним часовим масштабом  руху електронів в атомах, молекулах та твердих тілах є атосекунди (1 ас= 10−18 с). Це прямо слідує з квантової механіки. Справді, нехай  для  простоти квантова частинка перебуває в суперпозиції основного стану з енергією {\displaystyle \epsilon _{0}} та першого збудженого з енергією {\displaystyle \epsilon _{1}}:
{\displaystyle |\Psi \rangle =c_{g}|\psi _{g}\rangle +c_{e}|\psi _{e}\rangle },
де  {\displaystyle c_{e}} та {\displaystyle c_{g}} є амплітудами ймовірності відповідного стану.
{\displaystyle |\psi _{g}(t)\rangle =|0\rangle e^{-{\frac {i\epsilon _{0}}{\hbar }}t}\qquad |\psi _{e}(t)\rangle =|1\rangle e^{-{\frac {i\epsilon _{1}}{\hbar }}t}}
є залежними від часу хвильовими функціями основного  {\displaystyle |0\rangle } та збудженого станів {\displaystyle |1\rangle }, відповідно, де {\displaystyle \hbar } — зведена стала Планка.
Математичне сподівання гамільтоніана загальної форми та симетричного оператора {\displaystyle {\hat {P}}} можна записати як {\displaystyle P(t)=\langle \Psi |{\hat {P}}|\Psi \rangle }, оскільки еволюція в часі фізичної спостережуваної  задається як:
{\displaystyle P(t)=|c_{g}|^{2}\langle 0|{\hat {P}}|0\rangle +|c_{e}|^{2}\langle 1|{\hat {P}}|1\rangle +2c_{e}c_{g}\langle 0|{\hat {P}}|1\rangle \cos \left({\frac {\epsilon _{1}-\epsilon _{0}}{\hbar }}t\right)}
Тоді як перші два члени не залежать від часу, третій залежить.  Це створює динаміку {\displaystyle P(t)} з характерним часом  {\displaystyle T_{c}}, що задається формулою {\displaystyle T_{c}=2\pi \hbar /(\epsilon _{1}-\epsilon _{0})}. Як наслідок, для типової для електронних станів різниці енергій   {\displaystyle \epsilon _{1}-\epsilon _{0}\approx } 10 еВ характерний час динаміки відповідної спостережуваної лежить в області 400 ас.

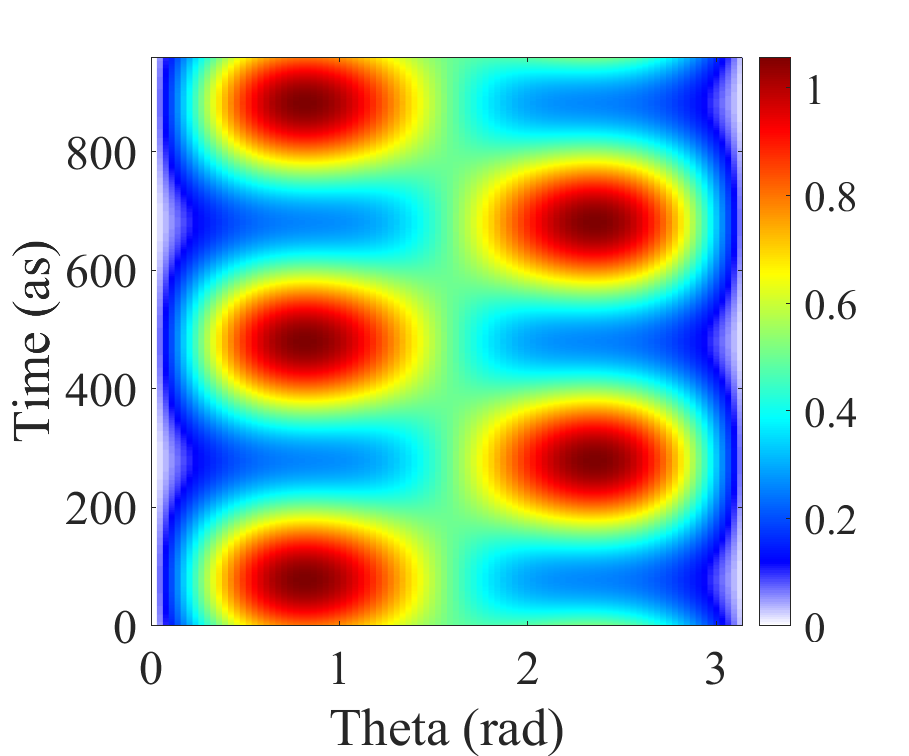
Еволюція густини ймовірності суперпозиції станів 1s та 2p в атомі водню. Кольорова смужка кутову густину (орієнтацію хвильового пакета) як функцію кута від 0 до π (вісь x) з яким можна знайти частинку та часу (вісь y).

Щоб виміряти  еволюцію {\displaystyle P(t)}, потрібен інструмент чи процес із ще меншою тривалістю, який би взаємодіяв з досліджуваною системою. Саме з цієї причини  для вивчення надшвидких явищ у діапазонах від кількох фемтосекунд до атосекунд використовують атосекундні імпульси.

### Генерація атосекундного імпульсу
Щоб згенерувати ультракороткий імпульс, що поширювався б у просторі, потрібно два елементи: спектральний діапазон та центральна довжина електромагнітної хвилі. З Фур'є аналізу відомо, що чим ширший спектральний діапазон світлового імпульсу, тим потенційно коротша його тривалість. Утім,  існує обмеження на тривалість для кожної центральної довжини хвилі. Це обмеження пов'язане з оптичним циклом.
Справді, для імпульсу з центром при малій частоті, наприклад, в інфрачервоній області {\displaystyle \lambda =}800 nm, мінімальна тривалість імпульсу  приблизно дорівнює {\displaystyle t_{pulse}=\lambda /c=}2.67 фс, де {\displaystyle c} — швидкість світла, тоді як імпульс з центром в далекому ультрафіолеті з {\displaystyle \lambda =}30 нм мінімальна тривалість {\displaystyle t_{\rm {pulse}}=}100 ас. Тож, чим менша бажана тривалість імпульсу, тим коротші хвилі треба використовувати, аж до м'якого рентгенівського діапазону. Виходячи з цих міркувань, стандартний підхід до створення атосекундних імпульсів світла спирається на джерела випромінювання з широким спектральним діапазоном та центром спектра в  XUV-SXR діапазоні.
Найбільше цим вимогам відповідають лазери на вільних електронах (FEL) та установки з генерацією вищих гармонік (HHG).

### Фізичні спостережувані та експерименти
Як лише джерело коротких імпульсів доступне для експериментатора, треба направити імпульс на зразок, що його цікавить, й спостергати за ддинамікою відклику. Найбільше підходять для аналізу динаміки електронів у речовині такі спостережувані:
- Кутова асиметрія розподілу швидкостей молекулярних фрагментів фотореакцій[20].
- Квантовий вихід молекулярних фотофрагментів[21].
- XUV-SXR спектр перехідного поглинання[22].
- XUV-SXR спектр перехідного відбивання[23].
- Розподіл фотоелектронів за кінетичною енергією [2]

Загальна стратегія використовує схему накачування-проби побудови зображень з використанням однієї зі згаданих вище спостережуваних надшвидкої динаміки об'єкта дослідження.

#### Експерименти за схемою накачування фемтосекундним імпульсом - зондування атоімпульсом (IR-XUV/SXR)
До прикладу, типовий експериментальний прилад  в експерименті накачування-зондування атосекундний імпульс (XUV-SXR)  та потужний  (1011-1014) В/см2) низькочастотний інфрачервоний імпульс тривалістю кілька або кілька десятків фемтосекунд колінеарно фокусовані на зразку.
Тоді, змінюючи затримку атосекундного імпульсу, який може бути залежно від експерименту накачуванням/зондуванням, відносно інфрачервоного імпульсу (зондування/накачування), реєструється бажана спостережувана.
Наступним викликом є інтерпретація зібраних даних і отримання фундаментальної інформації  про приховану динаміку квантового процесу в зразку. Цього можна досягнути за допомогою теоретичних методів найвищого рівня та комп'ютерних обчислень.
Використовуючи цю експериментальну схему, можна відслідкувати в атомах, молекулах та твердих тілах динаміку кількох різних типів; зазвичай динаміку, індуковану світлом та нерівноважну динаміку з атосекундним розділенням у часі.

## Квантовомеханічні основи
Атосекундна фізика типово має справу з нерелятивістськими зв'язаними частинками  й використовує  помірно великі інтенсивності електромагнітних полів ({\displaystyle 10^{11}-10^{14}} В/см2). Цей факт дозволяє розглядати взаємодію світла з речовиною в рамках нерелятивістської та напівкласичної квантової механіки.

### Атоми

#### Розв'язок часового рівняння Шредінгера в електромагнтному полі
Часова еволюція одноелектронної хвильової функції в атомі, {\displaystyle |\psi (t)\rangle } описується рівнянням Шредінгера,  яке в атомних одиницях має вигляд:
{\displaystyle {\hat {H}}|\psi (t)\rangle =i{\dfrac {\partial }{\partial t}}|\psi (t)\rangle \quad (1.0)}
де гамільтоніан {\displaystyle {\hat {H}}}, що описує взаємодію світла з речовиною, можна подати в дипольному наближенні як:
{\displaystyle {\hat {H}}={\frac {1}{2}}{\hat {\textbf {p}}}^{2}+V_{C}+{\hat {\textbf {r}}}\cdot {\textbf {E}}(t)}
де {\displaystyle V_{C}} — кулонівський потенціал атомарної системи; {\displaystyle {\hat {\textbf {p}}},{\hat {\textbf {r}}}} — оператори імпульсу та координати, відповідно; а {\displaystyle {\textbf {E}}(t)} — сумарне електричне поле в околиці атома.
Формальний розв'язок рівняння Шредінгера в формалізмі пропагатора:
{\displaystyle |\psi (t)\rangle =e^{-i\int _{t_{0}}^{t}{\hat {H}}dt'}|\psi (t_{0})\rangle \qquad (1.1)}
де {\displaystyle |\psi (t_{0})\rangle } — хвильова функція електрона в момент часу {\displaystyle t=t_{0}}.
Точний розв'язок не має практичного застосування. Однак, можна показати, використавши рівняння Дайсона, що попередній розв'язок можна переписати в формі:
{\displaystyle |\psi (t)\rangle =-i\int _{t_{0}}^{t}dt'{\Big [}e^{-i\int _{t'}^{t}{\hat {H}}(t'')dt''}{\hat {H}}_{I}(t')e^{-i\int _{t_{0}}^{t'}{\hat {H}}_{0}(t'')dt''}|\psi (t_{0})\rangle {\Big ]}+e^{-i\int _{t_{0}}^{t}{\hat {H}}_{0}(t'')dt''}|\psi (t_{0})\rangle \qquad (1.2)}
де,
{\displaystyle {\hat {H}}_{0}={\frac {1}{2}}{\hat {\textbf {p}}}^{2}+V_{C}} — гамільтоніан зв'язування, а
{\displaystyle {\hat {H}}_{I}={\hat {\textbf {r}}}\cdot {\textbf {E}}(t)} —гамільтоніан взаємодії.
Формальний розв'язок рівняння {\displaystyle (1.0)}, який раніше записувався як  {\displaystyle (1.1)}, тепер у формі {\displaystyle (1.2)} можна розглядати як суперпозицію різних квантових траєкторій, кожна з яких має свій особливий час  {\displaystyle t'} взаємодії з електричним полем. Іншими словами кожна квантова траєкторія має три стадії:
1. Початкова еволюція без електромагнітного поля. Вона описується лівим множником {\displaystyle {\hat {H}}_{0}} в інтегралі.
2. Тоді, "поштовх" від електромагнітного поля, {\displaystyle {\hat {H}}_{I}(t')} що збуджує електрон. Ця подія відбувається в довільний час {\displaystyle t'}, що однозначно характеризує траєкторію.
3. Кінцева еволюція під впливом як електромагнітного поля, так і кулонівського потенціалу, що задається оператором {\displaystyle {\hat {H}}}.

Існує також траєкторія, що зовсім не відчуває електромагнітного поля, ця траєкторія задається останнім членом справа у рівнянні {\displaystyle (1.2)}.
Цей процес повністю зворотній, тобто може відбуватися в зворотньому порядку.
З рівнянням {\displaystyle (1.2)} працювати не просто. Однак, фізики використовують його як вихіний пункт для комп'ютерних обчислень, детальніних обговорень та кількох наближень.
Для сильного поля, в якому може відбутися іонізація, можна спроєктувати рівняння {\displaystyle (1.2)} на певний стан неперервного спектра {\displaystyle |{\textbf {p}}\rangle } (незв'язаний або вільний) з  імпульсом {\displaystyle {\textbf {p}}}, так що:
{\displaystyle c_{\textbf {p}}(t)=\langle {\textbf {p}}|\psi (t)\rangle =-i\int _{t_{0}}^{t}dt'\langle {\textbf {p}}|e^{-i\int _{t'}^{t}{\hat {H}}(t'')dt''}{\hat {H}}_{I}(t')e^{-i\int _{t_{0}}^{t'}{\hat {H}}_{0}(t'')dt''}|{\psi (t_{0})}\rangle +\langle {\textbf {p}}|e^{-i\int _{t_{0}}^{t}{\hat {H}}_{0}(t'')dt''}|\psi (t_{0})\rangle \quad (1.3)}
де {\displaystyle |c_{\textbf {p}}(t)|^{2}} є амплітудою ймовірності  знайти електрон у певну мить {\displaystyle t}, в неперервному стані {\displaystyle |{\textbf {p}}\rangle }. Якщо ця амплітуда ймовірності ненульова,  іонізація відбулася.
У більшості застосувань другий член в рівнянні {\displaystyle (1.3)} не розглядають, для обговорення цікавий лише перший член, отже:
{\displaystyle a_{\textbf {p}}(t)=-i\int _{t_{0}}^{t}dt'\langle {\textbf {p}}|e^{-i\int _{t'}^{t}{\hat {H}}(t'')dt''}{\hat {H}}_{I}(t')e^{-i\int _{t_{0}}^{t'}{\hat {H}}_{0}(t'')dt''}|{\psi (t_{0})}\rangle \quad (1.4)}
Формула {\displaystyle (1.4)} відома також як зворотна в часі S-матриця, вона задає амплітуду ймовірністі фотоіонізації довільним змінним у часі полем.

#### Наближення сильного поля (SFA)
Наближення сильного поля (SFA)  або теорія Келдиша-Файзала-Райсса — фізична модель, яку запропонував у 1964-му Келдиш, використовується для опису поведінки атомів  (та молекул) в інтенсивному полі лазера. Це базова теорія як для генерування вищих гармонік, так і для атосекундної взаємодії за сценарієм накачування/зондування. Основне її припущення в тому, що рух вільних електронів відбуваається здебільшого під впливом лазерного поля, тоді як кулонівський  потенціал грає роль малого збурення, яким можна знехтувати.
Завдяки цьому формула {\displaystyle (1.4)} змінюється:
{\displaystyle a_{\textbf {p}}^{SFA}(t)=-i\int _{t_{0}}^{t}dt'\langle {\textbf {p}}|e^{-i\int _{t'}^{t}{\hat {H}}_{V}(t'')dt''}{\hat {H}}_{I}(t')e^{-i\int _{t_{0}}^{t'}{\hat {H}}_{0}(t'')dt''}|{\psi (t_{0})}\rangle \quad (1.4)}
де, {\displaystyle {\hat {H}}_{V}={\frac {1}{2}}({\hat {\textbf {p}}}+{\textbf {A}}(t))^{2}} гамільтоніан Волкова, тут для простоти наведений у калібруванні швидкості, {\displaystyle {\textbf {A}}(t)},  {\displaystyle {\textbf {E}}(t)=-{\frac {\partial {\textbf {A}}(t)}{\partial t}}} — векторний потенціал електромагнітного поля.
Щоб надалі підтримувати розгляд на доступному рівні, візьмемо атом з одним рівнем {\displaystyle |0\rangle }, енергією іонізації {\displaystyle I_{P}}, заселеним одним електроном (наближення одного активного електрона).
Можна вважати, що  початкова динаміка задається при {\displaystyle t_{0}=-\infty } і припустити,  що електрон початково перебував в основному стані {\displaystyle |0\rangle },
тож,
{\displaystyle {\hat {H}}_{0}|0\rangle =-I_{P}|0\rangle } та {\displaystyle |\psi (t)\rangle =e^{-i\int _{-\infty }^{t'}{\hat {H}}_{0}dt}|0\rangle =e^{I_{P}t'}|0\rangle }
Більш того, неперервні стани можна вважати плоскими хвилями, {\displaystyle \langle {\textbf {r}}|{\textbf {p}}\rangle =(2\pi )^{-{\frac {3}{2}}}e^{i{\textbf {p}}\cdot {\textbf {r}}}}.
Це доволі значне спрощення, кращим вибором було б використовувати точні хвилі, розсіяні на атомі.
Часова еволюція простого стану, заданого плоскою хвилею, з гамільтоніаном Волкова має вигляд:
{\displaystyle \langle {\textbf {p}}|e^{-i\int _{t'}^{t}{\hat {H}}_{V}(t'')dt''}=\langle {\textbf {p}}+{\textbf {A}}(t)|e^{-i\int _{t'}^{t}({\textbf {p}}+{\textbf {A}}(t''))^{2}dt''}}
тут для сумісності з {\displaystyle (1.4)} еволюція вже перетворена з використанням калібрування довжини.
Як наслідок, розподіл за імпульсом електронів, вибитих з однорівневого атома з енергією іоназації {\displaystyle I_{P}}, задається формулою:
{\displaystyle a_{\textbf {p}}(t)^{SFA}=-i\int _{-\infty }^{t}{\textbf {E}}(t')\cdot {\textbf {d}}[{\textbf {p}}+{\textbf {A}}(t')]e^{+i(I_{P}t'-S(t,t'))}dt'\quad (1.5)}
де,
{\displaystyle {\textbf {d}}[{\textbf {p}}+{\textbf {A}}(t')]=\langle {\textbf {p}}+{\textbf {A}}(t')|{\hat {\textbf {r}}}|0\rangle }
математичне сподівання дипольного моменту (або дипольний момент переходу), а
{\displaystyle S(t,t')=\int _{t'}^{t}{\frac {1}{2}}({\textbf {p}}+{\textbf {A}}(t''))^{2}dt''}
напівкласична дія.
{\displaystyle (1.5)} є базовим результатом для розуміння таких явищ як :
- Генерація вищих гармонік[39], що зазвичай є результатом дії  на інертні гази  сильного поля інтенсивного низькочастотного імпульсу,
- Атосекундні експерименти з простими атомами за схемою накачування/зондування[40]
- Дебати щодо часу тунелювання[41][42]

##### Взаємодія атомів зі слабим атосекундним імпульсом та сильним ІЧ полем
Атосекундні експерименти на простих атомах за схемою накачування/зондування є фундаментальним знаряддям вимірювання тривалості атосекундного імпульсу та дослідження деяких квантових властивостей матерії. 

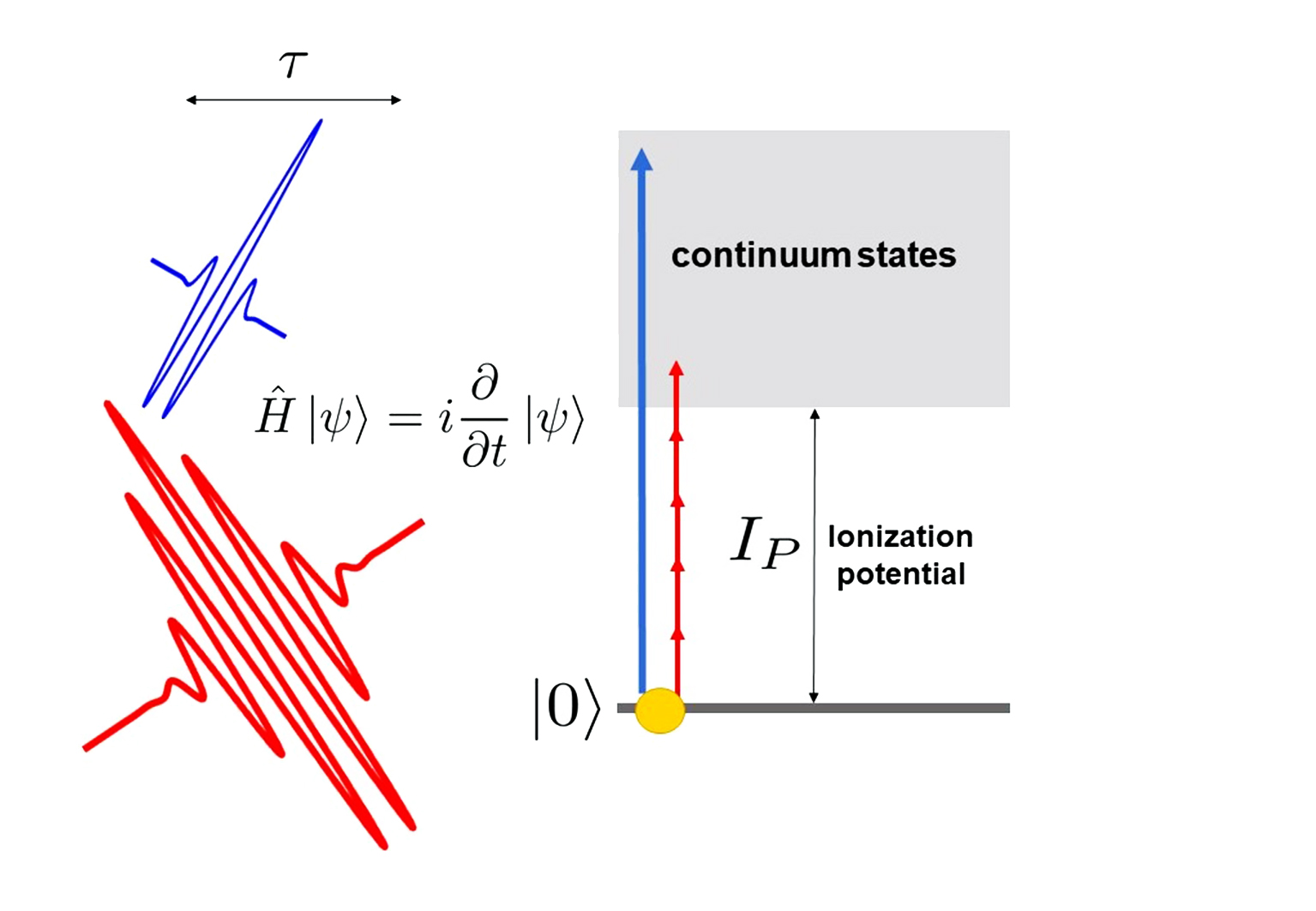
Схема експерименту з сильним ІЧ полем і затриманим атосекундним УФ імпульсом, які взаємодіють з електроном в однорівневому атомі. УФ може іонізувати атом, вирвавши з нього електрон, який «вистрибує» безпосередньо в неперервний спектр (блакитний шлях).
Інфрачервоний імпульс далі "стряхує" електрон угору чи вниз по енергії. Після взаємодії енергію електрона можна детектувати й виміряти (наприклад, детектором часу прольоту).
Можливий тако процес багатофотонної іонізації (червоний шлях), але, оскільки він відіграє роль в інших областях енергії, ним можна знехтувати.

Експеримент такого роду зручно описувати в наближенні сильного поля, використовуючи формулу  {\displaystyle (1.5)}, як буде пояснено далі.
У простій моделі розглядається взаємодія одного електрона однорівневого атома з двома полями: інтенсивного інфрачервоного фемтосекундного імпльсу  {\displaystyle ({\textbf {E}}_{IR}(t),{\textbf {A}}_{IR}(t))},
та слабкого атосекундного імпульсу (з центральною частотою в далекому ультрафіолеті) {\displaystyle ({\textbf {E}}_{XUV}(t),{\textbf {A}}_{XUV}(t))}.
Підстановка цих полів в  {\displaystyle (1.5)} дає
{\displaystyle a_{\textbf {p}}(t)=-i\int _{-\infty }^{t}({\textbf {E}}_{XUV}(t')+{\textbf {E}}_{IR}(t'))\cdot {\textbf {d}}[{\textbf {p}}+{\textbf {A}}_{XUV}(t')+{\textbf {A}}_{IR}(t')]e^{+i(I_{P}t'-S(t,t'))}dt'\quad (1.6)}
де
{\displaystyle S(t,t')=\int _{t'}^{t}{\frac {1}{2}}({\textbf {p}}+{\textbf {A}}_{IR}(t'')+{\textbf {A}}_{XUV}(t''))^{2}dt''}.
У рівнянні {\displaystyle (1.6)} можна виділити на два внески: пряму іонізацію та іонізацію в сильному полі (багатофононний режим). Зазвичай ці два члени важливі для різних енергетичних діапазонів неперервного спектра.
Тож для типових умов експерименту останній процес відкидають і розглядають лише пряму іонізацію атосекундним імпульсом. Тоді, оскільки атосекундний імпульс слабший від інфрачервоного, {\displaystyle {\textbf {A}}_{IR}(t)>>{\textbf {A}}_{XUV}(t)}. Тож у рівнянні. {\displaystyle (1.6)} членом {\displaystyle {\textbf {A}}_{XUV}(t)} зазвичай нехтують. Крім того атосекундний імпульс можна переписати з запізненням відносно інфрачервоноко поля {\displaystyle [{\textbf {A}}_{IR}(t),{\textbf {E}}_{XUV}(t-\tau )]}.
Тож, розподіл імовірності {\displaystyle |a_{\textbf {p}}(\tau )|^{2}} знайти у неперервному спектрі електрон  з імпульсом  {\displaystyle {\textbf {p}}} 
після завершення взаємодії  ({\displaystyle t=\infty }) в експерименті за схемою накачування/зондування з іненсивним ІЧ імпульсом та 
затриманим атосекудним УФ  імпульсом задається формулою:
{\displaystyle a_{\textbf {p}}(\tau )=-i\int _{-\infty }^{\infty }{\textbf {E}}_{XUV}(t-\tau )\cdot {\textbf {d}}[{\textbf {p}}+{\textbf {A}}_{IR}(t)]e^{+i(I_{P}t-S(t))}dt\quad (1.7)}
де 
{\displaystyle S(t)={\frac {1}{2}}|{\textbf {p}}|^{2}t+\int _{t}^{\infty }({\textbf {p}}\cdot {\textbf {A}}_{IR}(t')+{\frac {1}{2}}|{\textbf {A}}_{IR}(t')|^{2})dt'}
Формула {\displaystyle (1.7)} описує  явище фотоіонізацї однорівневого атома з одним електроном двохколірним (XUV-IR) світлом.
Цей результат можна розглядити як квантову інтерференцію усіх  можливих шляхів іонізації, 
яка почалася із затриманого атосекундного  XUV імпульсу, за чим послідував рух вибитого електрона в сильному ІЧ полі.
Двовимірний розподіл фотоелектронів  (імпульс або енергія як функція затримки) називають слідом 
стряхування

## Дивіться також
- Фемтохімія
- Фемтотехнології
- Лазери надкоротких імпульсів
- Підсилення чирпованих імпульсів
- Лазер на вільних електронах